# Dralfa
Dralfa (Bulgaars: Дралфа) is een dorp in Bulgarije. Het dorp is gelegen in de gemeente Targovisjte in de oblast Targovisjte. Het dorp ligt 14 km ten noordwesten van Targovisjte en 262 km ten noordoosten van Sofia. 

## Bevolking
Op 31 december 2020 telde het dorp Dralfa 365 inwoners, een daling ten opzichte van het maximum van 1.038 personen in 1975.
| Bevolkingsontwikkeling tussen 1934 en 2020          |
| --------------------------------------------------- |
|                                                     |
| Bron: Nationaal Statistisch Instituut van Bulgarije |

Het dorp wordt heeft een gemengde bevolkingssamenstelling. Er wonen grote groepen Bulgaren en Turken, maar ook een kleine minderheid van Roma.
| Etnische samenstelling van de respondenten (2011) | Etnische samenstelling van de respondenten (2011) | Etnische samenstelling van de respondenten (2011) | Etnische samenstelling van de respondenten (2011) | Etnische samenstelling van de respondenten (2011) |
| ------------------------------------------------- | ------------------------------------------------- | ------------------------------------------------- | ------------------------------------------------- | ------------------------------------------------- |
|                                                   |                                                   |                                                   |                                                   |                                                   |
| Bulgaren                                          | Bulgaren                                          |                                                   | 45,9%                                             | 45,9%                                             |
| Turken                                            | Turken                                            |                                                   | 44,3%                                             | 44,3%                                             |
| Roma                                              | Roma                                              |                                                   | 6,0%                                              | 6,0%                                              |
| Anders/Onbekend                                   | Anders/Onbekend                                   |                                                   | 3,8%                                              | 3,8%                                              |